# 18 Dywizja Pancerna (III Rzesza)

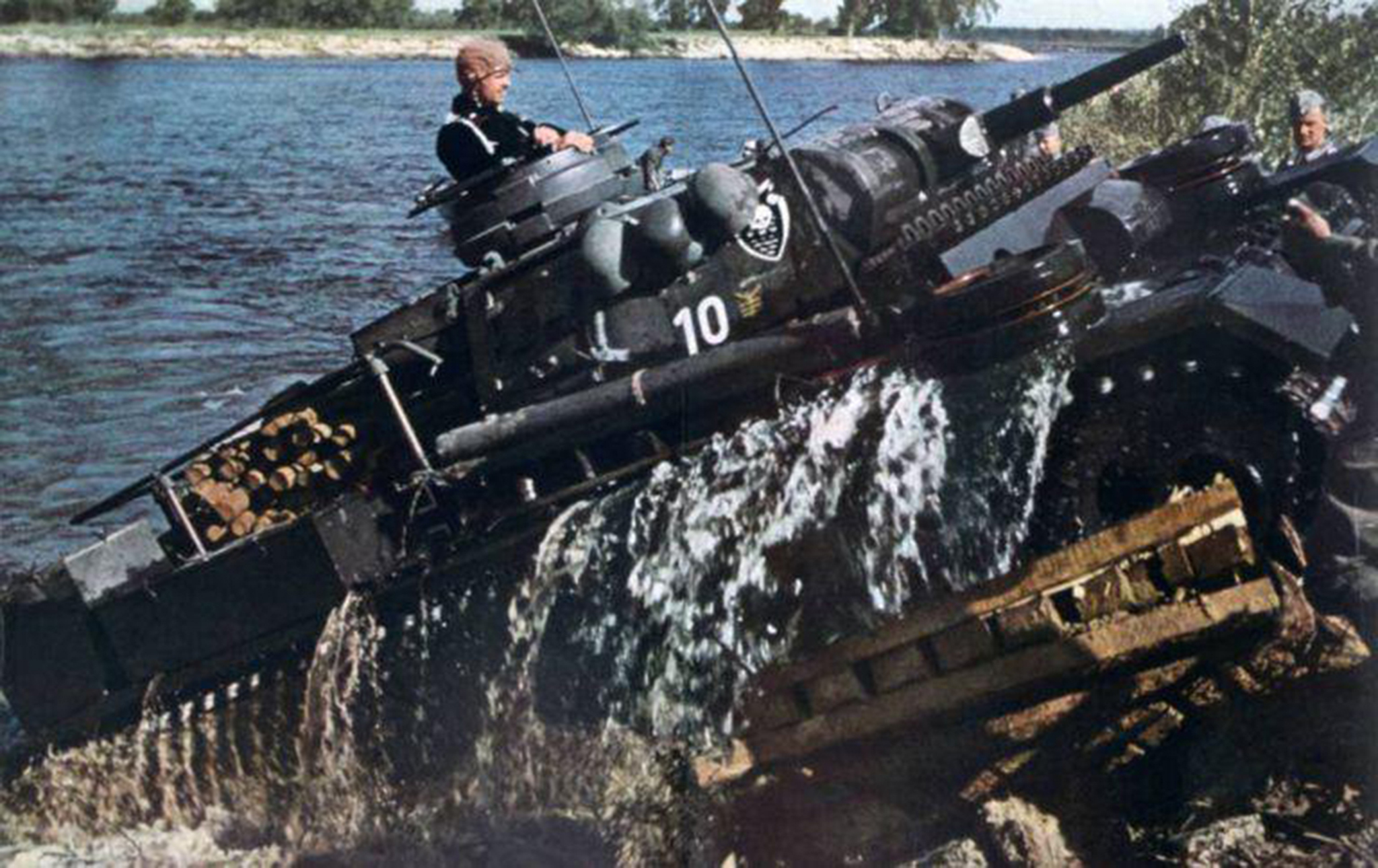
Panzerkampfwagen III z 18 Dywizji Pancernej podczas przeprawy przez rzekę, ZSRR 1941

18 Dywizja Pancerna (niem. 18. Panzer-Division) – niemiecka dywizja pancerna z okresu II wojny światowej, uczestniczyła w ataku na Związek Radziecki.

## Historia
Została zorganizowana rozkazem z dnia 26 października 1940 w Chemnitz z oddziałów 4 i 14 Dywizji Piechoty, wchodziła w skład 11 Armii.
W maju 1941 roku została włączona w skład 2 Grupy Pancernej. W czerwcu 1941 roku w składzie tej armii weszła w skład Grupy Armii Środek i wzięła udział w ataku na ZSRR. Atak przeciw Armii Czerwonej rozpoczęła razem z 17 Dywizją Pancerną 22 czerwca 1941 stacjonując na północ od Twierdzy Brześć. 
Od momentu ataku na ZSRR cały czas walczyła w składzie Grupy Armii Środek na środkowym odcinku frontu wschodniego; m.in. pod Orłem, Briańskiem i Orszą. Latem 1943 dywizja posiadała 72 czołgi.  W listopadzie 1943 roku w rejonie Kijowa została rozbita, tracąc przy tym większość sprzętu i ludzi. 
Jej resztki wycofano na tyły, a następnie 29 grudnia 1943 roku dywizję oficjalnie rozwiązano. Z jej sztabu oraz ocalałych pododdziałów tyłowych sformowano 18 Dywizję Artylerii.

## Dowództwo dywizji
Dowódcy dywizji
- gen. wojsk panc. Walther Nehring (1940–1942)
- gen. por. Karl Freiherr von Thüngen (1942)
- gen. łącz. Albert Praun (1942)
- gen. por. Karl Freiherr von Thüngen (1942)
- gen. por. Erwin Menny (1942–1943)
- gen. por. Karl Freiherr von Thüngen (1943)
- gen. por. Karl-Wilhelm von Schlieben (1943)

## Struktura organizacyjna
Skład w 1941
- 18 pułk pancerny (Panzer-Regiment 18)
- 28 pułk pancerny (Panzer-Regiment 28)
- 18 Brygada Strzelców (Schützen-Brigade 18)
  - 52 pułk strzelców (Schützen-Regiment 52)
  - 101 pułk strzelców (Schützen-Regiment 101)
  - 18 batalion motocyklowy (Kradschützen-Bataillon 18)
- 88 pułk artylerii (Artillerie Regiment 88)
- 88 batalion rozpoznawczy (Aufklärungs-Abteilung 88)
- 88 dywizjon przeciwpancerny (Panzerjäger Abteilung 88)
- 98 batalion pionierów (Pionier Bataillon 98 )
- 88 batalion łączności (Nachrichten Abteilung 88)

Skład w 1943
- 18 oddział (batalion) pancerny (Panzer-Abteilung 18)
- 52 pułk grenadierów pancernych (Panzergrenadier-Regiment 52)
- 101 pułk grenadierów pancernych (Panzergrenadier-Regiment 101)
- 18 pułk artylerii pancernej (Panzer-Artillerie-Regiment 18)
- 88 pancerny batalion rozpoznawczy (Panzer-Aufklärungs-Abteilung 88)
- 88 dywizjon przeciwpancerny (Panzerjäger Abteilung 88)
- 98 batalion pionierów (Pionier Bataillon 98)
- 88 pancerny batalion łączności (Panzer Nachrichten Abteilung 88)